# Moto Club Tot Motor els Reguers
El Moto Club Tot Motor els Reguers és una entitat esportiva catalana dedicada al motociclisme amb seu a Tortosa, Baix Ebre. Presidit per Miguel Vidal Sabaté, organitza la Lliga Catalana de motocròs. El 2013 posà en marxa de nou el Campionat de Catalunya de motocròs al circuit dels Reguers en col·laboració amb el Moto Club Roquetes.